# Hansagård
Hansagård är en ort norr om Falkenberg i Falkenbergs kommun, Hallands län. Fram till år 2000 räknades orten av SCB som en egen småort.